# Économie de la Corée du Nord
L’économie de la Corée du Nord est une économie planifiée et centralisée, suivant le principe du Juche, où le rôle des systèmes d'allocation des marchés est limité, bien que toléré dans une certaine mesure depuis quelques années,. En 2025, la Corée du Nord continue d'adhérer à une économie planifiée. Avec un produit intérieur brut de 28,5 milliards de dollars en 2016, il y a eu une légère libéralisation économique (en), en particulier au cours des années 2010, après la prise de pouvoir par Kim Jong-un en 2011, mais des conflits sur la législation et la promulgation de lois sont signalés,,,. Depuis les années 1990, le gouvernement a toléré une activité de marché limitée et informelle. Ces marchés sont appelés « Jangmadang » et ont été formés à la suite de l'effondrement économique des années 1990, qui a rendu le régime incapable de distribuer de la nourriture à sa population,.
Après le début de la pandémie de Covid-19, le gouvernement a renforcé le contrôle aux frontières et a lancé des mesures de répression majeures contre les activités économiques privées avec un passage à un monopole d'État sur les ventes de produits alimentaires,,,,, suivi d'une plus grande centralisation du commerce extérieur,,,, et d'un contrôle général de l'économie,.
L'effondrement du bloc de l'Est de 1989 à 1992, en particulier la principale source de soutien de la Corée du Nord, l'Union soviétique, a forcé l'économie nord-coréenne à réaligner ses relations économiques extérieures, y compris des échanges économiques accrus avec la Corée du Sud. La république populaire de Chine est le plus grand partenaire commercial de la Corée du Nord. L'idéologie du Juche du régime communiste nord-coréen a conduit l'État à poursuivre l'autarcie dans un environnement de sanctions internationales. Alors que l'économie nord-coréenne actuelle est toujours dominée par l'industrie d'État et les fermes collectives (en), les investissements étrangers et l'autonomie des entreprises ont légèrement augmenté.
La Corée du Nord avait un PIB par habitant similaire à celui de sa voisine la Corée du Sud de la guerre de Corée jusqu'au début des années 1970. Depuis la fin des années 1990, son PIB par habitant est resté inférieur à 2 000 $. Pour la première fois, en 2021, le ministère sud-coréen de l'Unification a estimé que le secteur privé nord-coréen avait dépassé le secteur public jusqu'en 2020,,. Cependant, le huitième congrès du Parti des travailleurs de Corée a introduit de nouvelles politiques en 2021 visant à renforcer l'ancienne économie dirigée,, ; ce qui a eu pour effet de restreindre considérablement les marchés et les activités économiques privées.
L'État de Corée du Nord ne publiant pas de statistiques officielles, les estimations concernant son économie ne sont donc pas fiables. Les indicateurs traditionnels d'évaluation de la croissance économique (PIB) sont réalisés par une organisation de Corée du Sud, la Banque de Corée (de Corée du Sud), rendant les chiffres dépendants de l'état des relations internationales entre les deux États de Corée. Ceci rendant le PIB, tantôt sur-estimé ou tantôt sous-estimé, en fonction des moments d'amélioration ou de dégradation des relations diplomatiques inter-coréennes.

## Histoire

### De l'origine à la chute de l'URSS (1948-1991)
Lors de la partition de la péninsule coréenne, la plupart des ressources minières et des sites industriels, dont 86 % de l'industrie lourde, étaient localisés au Nord. En revanche, le Sud disposait de meilleures terres agricoles que le Nord montagneux, au climat plus rude.
À la suite de la rupture des relations diplomatiques avec la Corée du Sud, qui produit la majeure partie de la nourriture de la péninsule, le besoin d'une réforme agraire se fait sentir. En 1945, les deux tiers des terres sont en fermage, et les propriétaires touchent 60 % de la récolte. Dès la libération, cette part est rabaissée à 30 % des récoltes.
Le  5 mars 1946, la propriété foncière féodale est abolie et la redistribution des terres décidée. Le 22 décembre les ressources naturelles sont nationalisées. Par rapport à d'autres pays, la réforme agraire se fait sans beaucoup de violences : les propriétaires terriens préfèrent rejoindre la Corée du Sud, encouragés en cela par la Corée du Nord qui les considère comme des opposants. La condition des paysans s'améliore, rendant populaire le régime.
Le 10 août 1946, les industries sont nationalisées. Victime des pillages soviétiques et destructions japonaises de la fin de la guerre, celles-ci ne tournent alors qu'à 25 % de leurs capacités. Avec l'aide de l'URSS, ainsi que de techniciens japonais restants, la production industrielle est relancée.
La guerre de Corée, qui désorganise fortement l'économie des deux Corées, finit de facto en 1953 avec l'armistice de Panmunjeom et donne à la Corée du Nord ses frontières actuelles. Les bombardements massifs américains ont détruit les villes, le bétail est décimé et les hommes sont mobilisés ou morts. Au lendemain de la guerre, les deux tiers de la main-d'œuvre agricole est féminine.
L'économie est basée sur la nationalisation et la collectivisation de l'agriculture, l'industrie, le commerce et l'artisanat, décidées en août 1958. Ainsi le Parti du travail centralise, planifie et dirige l'économie.

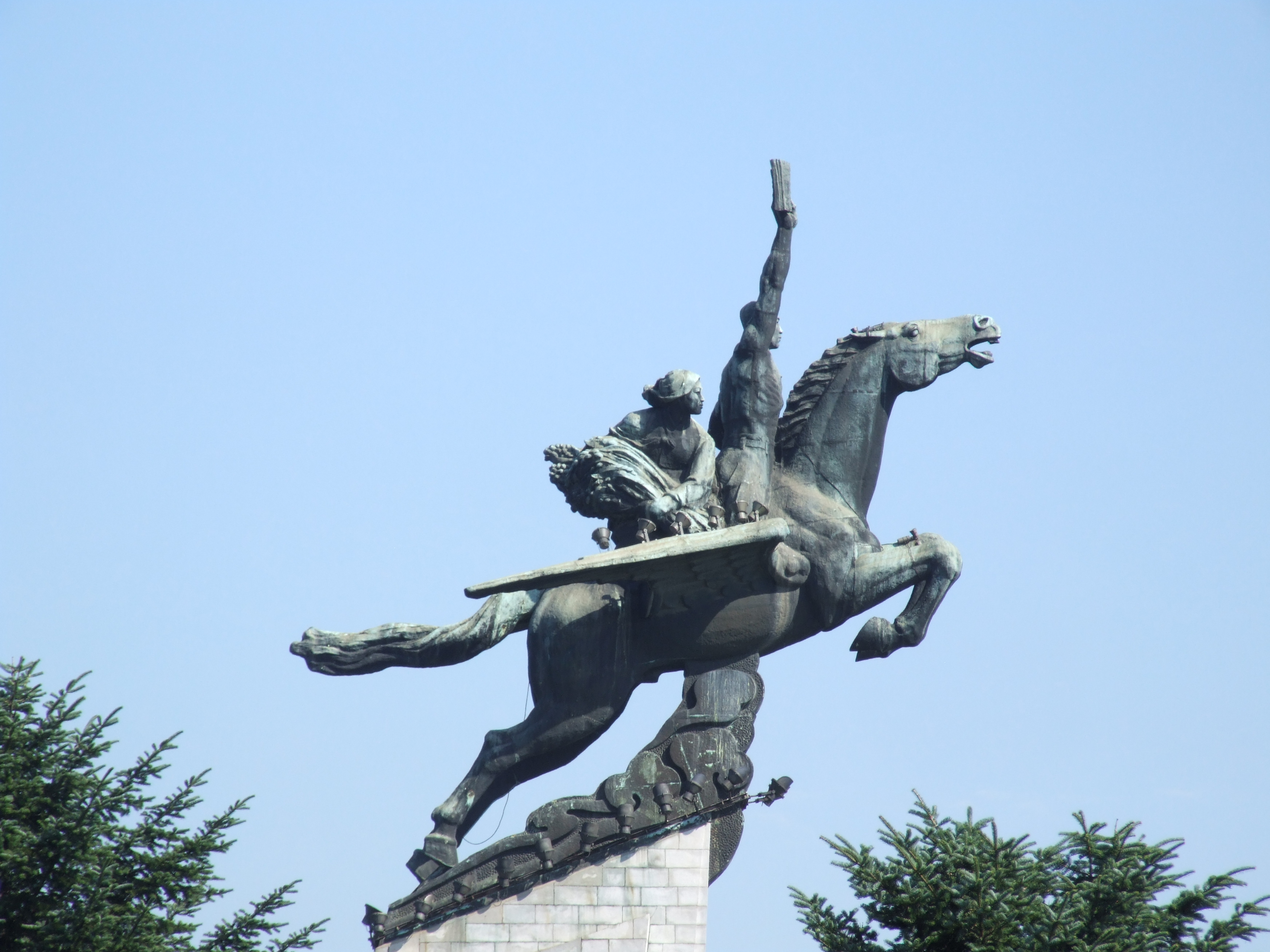
Statue en mémoire du mouvement Chollima.

Le mouvement Chollima est mis en place en 1956 ou 1958 et vise à accélérer le développement économique du pays. Aidée par les États du bloc communiste (URSS, Chine, RDA, Bulgarie principalement), la Corée du Nord se lance prioritairement dans l'industrie lourde. Dans les années 1960, la Corée du Nord est l'économie la plus forte d'Asie derrière le Japon, alors que les républiques socialistes achètent acier, machine-outils et locomotives nord-coréennes en échange de pétrole et de céréales.
Le taux de croissance annuelle s'est élevé à 25 % dans les dix années qui suivirent la guerre de Corée[réf. nécessaire], puis autour de 10 % dans les années 1960. Lors d'une visite à Pyongyang en 1965, Che Guevara déclare que la Corée du Nord était un modèle dont Cuba devrait s'inspirer.
Le métro de Pyongyang a été inauguré en 1973.
L'historien Bruce Cumings note, se basant sur un rapport de la CIA, que la population bénéficie de soins médicaux, d'une espérance de vie et d'un taux de mortalité infantile comparable aux pays développés, avec un logement gratuit et un statut des femmes dans la société avancé; ce qui se dégrade à partir de la famine des années 1990.
À partir de 1970, cependant, la situation s'inverse, la croissance économique s'est fortement ralentie. Le pays entre ensuite en forte récession après la dislocation de l'URSS et du bloc soviétique en 1990 qui cause la perte de ses partenaires commerciaux. Contrairement à Cuba, qui confronté aux mêmes difficultés s'est lancé dans une diversification économique (tourisme notamment), la Corée du Nord a tardé à adapter son modèle économique au nouvel environnement international.

### Les limites sont atteintes (années 1990)
C'est au début des années 1990 que le modèle économique, concentré sur l'industrie lourde, atteint ses limites. L'embargo américain, la disparition de l'URSS et des catastrophes naturelles — sécheresse, inondations — ont entraîné d'importantes difficultés économiques et alimentaires après 1990. La fin des livraisons de pétrole soviétique à des tarifs préférentiels a aggravé la pénurie énergétique.
Les données publiées sont rares, et sont rarement fiables, mais il semble que dès 1991, la production agricole est devenue insuffisante tandis que l'aide des pays frères se tarissait. Officiellement, la production de céréales se serait envolée - de 1,9 million de tonnes en 1946 à 4,8 millions de tonnes en 1961, 7 millions de tonnes en 1974, 10 millions de tonnes en 1984 et en 1993… avant de s’écrouler à 3,76 millions de tonnes en 1995, année du premier appel à l’aide internationale. Mais les chiffres étaient sans doute nettement plus mauvais depuis longtemps, comme en témoigne le lancement, en 1991, de la campagne « ne mangeons que deux repas par jour », et les estimations sont que la production réelle était de l'ordre de 4 à 5 millions de tonnes par an, et que le déficit était de l'ordre de 2 millions de tonnes.
En juin 1995, le gouvernement nord-coréen a fait appel au Programme alimentaire mondial pour résoudre une sévère pénurie alimentaire : entre 1995 et 1997, la famine aurait causé officiellement 200 000 morts ; un million et plus selon les ONG. Les réfugiés (poursuivis par le gouvernement) ont alors fait état d'une situation économique très précaire.

### Efforts de modernisation (années 2000)

#### Croissance
Redevenue positive en 1999, la croissance économique annuelle est comprise entre 1 % et 4 % depuis 2000 selon le ministère de l'unification sud-coréen, en l'absence de statistiques officielles nord-coréennes. Selon le ministère sud-coréen de la réunification, la croissance économique a atteint 6,2 % en 1999, 1,3 % en 2000, 3,7 % en 2001 et 1,2 % en 2002.
La croissance économique attendue en 2004 est équivalente à celle de l'année 2003, soit 1,8 %. D'autres sources universitaires sud-coréennes indiquent cependant une croissance économique en 2004 beaucoup plus forte, laquelle se serait élevée à 10 %. Le département d'État américain estimait le PIB par habitant de la Corée du Nord à 1700 dollars US en 2004 (en PPA). Selon les estimations de la Banque de Corée (du Sud), la croissance économique s'est élevée à 3,8 % en 2005. En revanche, toujours selon la même source, en 2006, le taux de croissance a été négatif pour la première fois depuis 1999 (- 1,1 %) : ce retournement s'explique par un recul de la production agricole et de produits maritimes, du fait de très graves inondations à l'été 2006. La croissance économique s'accélère en 2016 pour atteindre 3,9 %.

#### Mini-réformes économiques durant les années 2000
Les entreprises nord-coréennes se sont vu octroyer une autonomie de gestion accrue (telle que la maîtrise de la production et du prix de vente, la flexibilité salariale sous forme de primes et bonus aux salariés en plus du salaire de base lequel continue à être déterminé par l'État). En particulier, les travailleurs peuvent partager les excédents de production sortis de leurs usines. L'autonomie accrue de gestion des entreprises leur permet également de réinvestir une partie de leurs bénéfices : ainsi, l'usine de production du 26 mars à Pyongyang (qui fabrique des câbles de télécommunications) a procédé à des investissements de modernisation autofinancés, à hauteur de 2 millions de dollars, après avoir dégagé un bénéfice de 8 millions de dollars en 2005. En outre, la « Commission de planification », organisme d'État qui fixait auparavant la direction que devait prendre l'économie nationale, s'est vue reléguéeQuand? à l'analyse de scénarios.[réf. nécessaire]
Ce mouvement de mutation économique en Corée du Nord avec un essor de l’économie de marché autour de l’économie planifiée est né de la base, fruit des conséquences de la chute de l’économie d’État. L’État nord-coréen fut suiveur pour contrôler ces transformations.

##### Ajustements de juillet 2002
Depuis 2002, le gouvernement de Corée du Nord encourage les marchés. À Pyongyang, la capitale, un grand marché est installé dans la rue Tongil. Contrairement aux marchés d'État, simplement numérotés, on l'appelle le marché de la rue Tongil. Le marché de la rue Tongil est installé dans un bâtiment moderne depuis 2003, qui couvre une superficie de 6 930 m2. Il s'y vend des céréales, des légumes, de la viande et du poisson (frais ou séché), divers produits frais et des fruits, des vêtements, des chaussures, des produits textiles, des ustensiles domestiques, des articles culturels, des matériaux de construction, etc. Ces produits proviennent aussi bien de Corée du Nord que de l'étranger. Un autre marché de ce type a ouvert dans le centre de la capitale fin 2004. Cependant, si la situation s'améliore pour les habitants de la capitale, cela n'est absolument pas le cas dans les villes du reste du pays. De plus, les prix ne permettent pas à la grande majorité des Coréens de s'approvisionner dans ces marchés. Fin 2005, le gouvernement a suspendu le marché libre des céréales, dont l'approvisionnement est à nouveau intégralement assuré par l'État.
Si la loi a permis la constitution de coentreprises avec des sociétés étrangères dès septembre 1984, l'ouverture économique s'est accélérée depuis 2002. Des entreprises étrangères, principalement chinoises et sud-coréennes, sont installées dans la région de Pyongyang, tandis que les investissements chinois en Corée du Nord ont atteint 14,37 millions d'euros en 2005. La Corée du Nord a également accru ses investissements directs à l'étranger dans des secteurs très spécifiques comme les restaurants. La foire commerciale internationale de Pyongyang, organisée chaque année depuis 1998, s'inscrit dans l'ouverture du pays aux investissements étrangers et au commerce international. La Région administrative spéciale de Sinuiju est inaugurée en 2002. Prenant exemple sur le succès rencontré par la Corée du Sud dans le domaine électronique, la Corée du Nord a créé en 1990 le Centre de recherche informatique de Corée. L'ouverture économique de la Corée du Nord se traduit également par l'émergence de grands groupes économiques : Pugang, créé en 1979, Hungsong, Daesong, Sungri et Runga 88.
Ces ajustements ont été largement inspirés de l’expérience chinoise et, d’une manière moins importante, vietnamienne.
Ses ajustements furent entravés dans leurs effets par l’absence de normalisation des relations avec les États-Unis et d'un fort régime de sanctions privant la Corée du Nord des dynamiques extérieurs (échanges, investissements, échange technologique, l’embargo américain empêchant l’utilisation d’organismes financiers internationaux)

#### Hyperinflation
La libéralisation des prix et des salaires en 2002 s'est traduite par une hyperinflation, selon des données que s'efforcent de reconstituer les ONG à partir de relevés de prix de la vie courante : ainsi, Frank Ruediger, professeur d'économie à l'université de Vienne, estime l'inflation nord-coréenne à environ 215 % entre 2002 et 2005.
En décembre 2009, la Corée du Nord avait procédé à une réévaluation de sa monnaie, divisant par 100 la valeur du won, tout en ne laissant que quelques jours à la population pour changer ses anciens billets, avec un seuil maximal à 150 000 wons. Cette thérapie de choc pour lutter contre l'inflation et neutraliser les personnes qui profitaient d'un capitalisme naissant sur le marché noir aurait échoué, ce qui aurait conduit - selon la Corée du Sud - à l'exécution de la personne chargée de sa mise en œuvre.

### Fin des réformes (depuis 2020)
En 2020, la Corée du Nord a interrompu ses réformes économiques, considérées comme un pari risqué visant à libérer les forces du marché, et le gouvernement a recentré son attention sur une planification plus centralisée et un contrôle étatique de l'économie,.

## Secteurs d'activité

### Agriculture
Handicapée par le manque de terres cultivables (deux millions d’hectares), ainsi que par des pénuries en engrais, l'agriculture nord-coréenne privilégie la production céréalière (riz, maïs, blé, sorgho) alors que l'élevage est moins développé. La pêche offre d'importantes ressources complémentaires. La pénurie alimentaire des années 1990 a conduit à accroître la production des pommes de terre, traditionnellement peu consommées par les Coréens. La culture du chou est à la base d'un des plats traditionnels de la cuisine coréenne, le kimchi.
L'unité de base de l'économie agricole est la ferme coopérative qui peut regrouper plusieurs centaines de familles. Elle est constituée d'unités spécialisées par production. Les familles possèdent des lopins individuels. Les excédents de production peuvent désormais être vendus sur les marchés libres.
Conjuguées à une déforestation trop importante, les inondations des années 1990 ont entraîné le lessivage des sols et la diminution d'une surface agricole utile (terres cultivées) déjà réduite par le profil montagneux : les terres arables représentent 20 % du territoire et la proportion de terres irriguées s'élève à 12 %. La pénurie d'énergie et d'engrais a conduit à une baisse des rendements. La récolte de 2004, la meilleure des dix dernières années, ne suffisait pas à nourrir les 23 millions d'habitants de la Corée du Nord (rapport conjoint FAO/PAM). La hausse de la production alimentaire de base s'était élevée à 2,4 % pour atteindre 4,10 millions de tonnes de céréales. Le déficit (900 000 tonnes sur les cinq millions nécessaires) avait été comblé pour 400 000 t. par le commerce international, et pour 500 000 t. par l'aide alimentaire internationale.
La récolte de céréales de l'année 2005 a atteint 4,6 millions de tonnes, en hausse de 10 % par rapport à l'année 2004. Le gouvernement nord-coréen a demandé le 31 décembre 2005 la fin de l'aide alimentaire fournie par le programme alimentaire mondial (PAM) ; une aide d'urgence a toutefois repris, mais à moins grande échelle, à la fin du premier semestre de l'année 2006. En effet, les autorités nord-coréennes souhaitent que des aides à projet de modernisation de l'économie et des infrastructures agricoles remplacent l'aide d'urgence.
Une étude de la banque américaine Citigroup estime que 90 % des excédents agricoles sont directement mis sur les marchés privés.
| Nature | Production 2004                                            |
| ------ | ---------------------------------------------------------- |
| Riz    | 2 370 ( 5,8 % par rapport à 2003)                          |
| Maïs   | 1 730 (production stable par rapport à l'année précédente) |
| Pêche  | 835                                                        |

L'économie nord-coréenne reste encore fortement soumise aux aléas climatiques : dans un rapport de juillet 2005, à la suite d'inondations torrentielles ayant causé de nombreux dommages, la Fédération internationale de la Croix-Rouge et du Croissant-Rouge (FICR) ont souligné que « les catastrophes naturelles constituent une menace sérieuse en république populaire démocratique de Corée. Les dommages causés par les inondations, qui s’ajoutent à ceux de la sécheresse et de l’érosion peuvent causer des pertes économiques évaluées entre 1 et 15 milliards de dollars chaque année ».

### Secteur minier
La Corée du Nord dispose de ressources minières diversifiées dont les principales sont, en valeur, le charbon, l'anthracite (dont les réserves sont estimées à 1,8 milliard de tonnes) et le fer (4,43 millions de tonnes de minerais en 2003 selon le ministère de la réunification sud-coréen ; 4,3 millions de tonnes selon  Index Mundi à la même date, soit le 15e rang mondial).
La Corée du Nord est le troisième producteur mondial de magnésite (10 % de la production mondiale). Elle occupe le cinquième rang mondial pour le graphite avec 6 % de la production mondiale.
La Corée du Nord possède également de l'or, de l'argent, du platine, du titane, du plomb, du molybdène, des phosphates, du cuivre, et de nombreux matériaux de construction (sable, gypse, marbre), prospectés notamment par des sociétés chinoises et européennes.

### Énergie et industrie

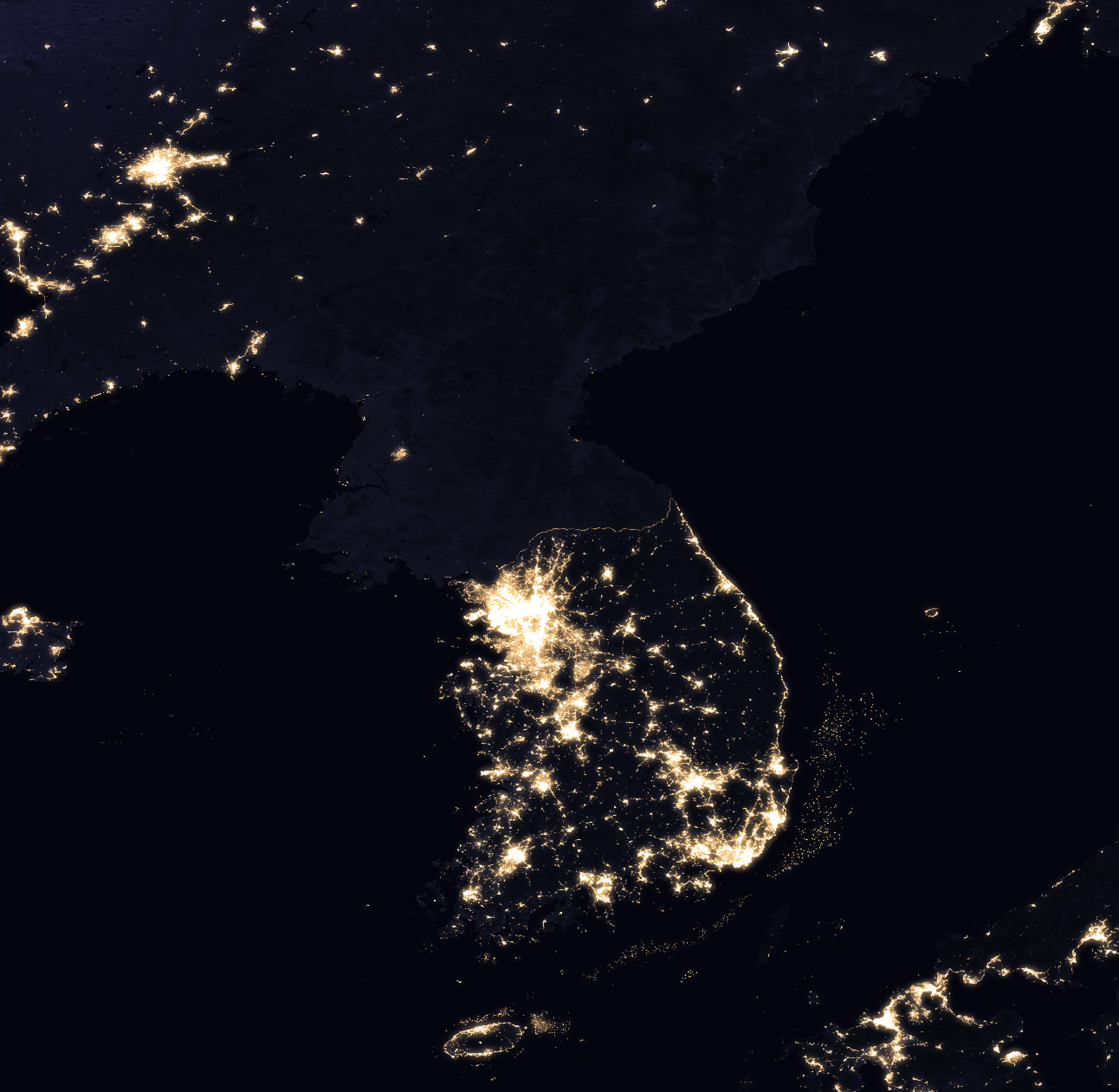
Confrontée à des pénuries d'énergie depuis les années 1990, la Corée du Nord consacre 85 % de l'électricité produite à l'industrie, comme le montre a contrario cette photo satellite de la péninsule coréenne prise de nuit.

Conjugué à l'exploitation du charbon, le potentiel hydroélectrique permet que la production d'énergie soit globalement égale à la consommation d'énergie. Toutefois, le pétrole et le gaz naturel doivent être entièrement importés.
Comme dans les autres pays socialistes, l'industrie lourde (acier, ciment) a bénéficié d'un développement prioritaire dans les années 1950, parallèlement aux progrès de l'industrie textile, fondés notamment sur une production industrielle du vinalon.
La pénurie énergétique entraîne actuellement[Quand ?] une sous-utilisation des capacités industrielles : la production d'acier a ainsi reculé de 7 000 000 t. en 1990 à 1 100 000 t. en 1993. L'ouverture économique entraîne en revanche un certain rééquilibrage de la production industrielle au profit des biens de consommation.
| Nature              | Production                |
| ------------------- | ------------------------- |
| Charbon             | 22 300 000 t.             |
| Fer                 | 4 430 000 t.              |
| Acier               | 1 093 000 t.              |
| Électricité         | 33,6 milliards kWh (2002) |
| Ciment              | 5 543 000 t.              |
| Fibres synthétiques | 26 000 t.                 |
| Engrais             | 416 000 t.                |
| Automobiles         | 4 800 unités              |

### Tourisme
Le tourisme est peu développé dans le pays. L'hébergement se fait en général dans des hôtels réservés aux étrangers et les infrastructures sont en cours de déploiement pour accueillir plus de voyageurs. Depuis 2019 et une nouvelle vague de sanctions internationales, le soutien économique de la Chine passe entre autres par l'encouragement de ses ressortissants à voyager en Corée de Nord pour y apporter des devises.

### Banque, Finance, Monnaie
Des prêteurs commencent à naître après la famine des années 1990.
Les prêts en Corée du Nord sont considérés comme étant la « forme diabolique d’exploitation » du capitalisme, et y sont interdits.
Cependant, il existe à l’aube des années 2000 des activités de prêts avec parfois des taux d’intérêt de 30% par mois.
Dans les années 1990, c’est le pays dont l’économie est la moins monétarisé du monde, le poids des coupons de rationnement y étant très présent.
Les « ajustements » de juillet 2002, qui ont aboli en partie le système de coupon de rationnement, changent cet état de fait et monétarise l’économie.
La monétarisation a eu pour conséquence de créer de l’inflation (200%), d’augmenter les inégalités, et d’accentuer la paupérisation.

## Niveau de développement
La santé est gratuite et l'éducation est généralisée : selon les données par pays de la CIA ("The World Factbook"), 99 % de la population serait alphabétisée et l'espérance de vie atteindrait 71 ans, soit un niveau supérieur à celui de la Russie (66 ans) mais inférieur à ceux de la Corée du Sud (77 ans) et du Japon (82 ans). D'autres sources, telles l'ONU, indiquent en revanche une situation nettement moins favorable : l'espérance de vie atteindrait 63,1 ans en Corée du Nord en 2003, soit un niveau inférieur, mais proche, de celui de la Russie selon la même source (65,1 ans). En 2018, l'espérance de vie est de 71,7 ans selon la Banque mondiale.
Par ailleurs, sans être un critère de mesure de la puissance économique, la production d'électricité est un indice du niveau d'industrialisation d'un pays. À cet égard, les données statistiques les plus récentes de la CIA classaient l'économie nord-coréenne au 59e rang mondial pour la production totale d'électricité, entre la Hongrie et l'Irak. La production d'électricité nord-coréenne par habitant (1 500 kWh) se situait à un niveau comparable à celui de l'Albanie (1 530 kWh), légèrement supérieur à celui de Cuba (1 250 kWh), mais quatre fois inférieur à celui de la Corée du Sud. D'autres indicateurs de développement montrent cependant un niveau de développement nettement inférieur, comme notamment le nombre de lignes de téléphone actives (1,1 million de lignes pour 23 millions d'habitants en 2005) ou la mortalité infantile (24,04 pour mille en 2005 contre 44,30 de moyenne mondiale).

### L’existence d'une classe privilégiée
Selon Stanislas Roussin, de la société d'intelligence économique SERIC-Corée basée à Séoul, "entre 10 et 15 % de la population de Pyongyang a les moyens d'acheter des produits haut de gamme, comme des cosmétiques européens et japonais ou des appareils électroménagers et électroniques neufs chinois, sud-coréens, japonais".

## Commerce extérieur

### Vue d'ensemble
Le commerce extérieur de la Corée du Nord en 2009 s'établit à 3,41 milliards de dollars, en baisse de 10,5 % par rapport à 2008.
En 2003, il s'établit à 2 390 millions de $, soit une augmentation de 5,8 % pour le commerce avec les pays hors Corée du Sud représentant la plus forte hausse depuis 1993. En 2004, toujours selon le ministère sud-coréen de la réunification, le commerce extérieur de la Corée du Nord atteint 2,8 milliards de dollars (+ 17 % par rapport à 2003).
Ce pays affiche un déficit commercial depuis 1990. Les modes d’échanges commerciaux sont diversifiés : du troc aux échanges ou au paiement comptant, mais la part des échanges sous forme de devises est désormais prépondérante.

### Caisse noire
Le Bureau 39 est une organisation gouvernementale secrète de la Corée du Nord visant à alimenter la caisse noire de Kim Jong-il et de sa famille.
On estime en 2004 que cette organisation possède plus de 5 milliards de dollars de fonds générés par des activités légales (la vente d'armes notamment) mais également illégales telles que la contrefaçon monétaire (Superdollar), la fraude aux assurances et le trafic de drogue.

### Échanges bilatéraux par pays

#### La Chine
Le taux de dépendance du commerce nord-coréen vis-à-vis de la Chine, premier partenaire commercial est en constante augmentation depuis le début des années 2000. La part de la Chine dans le commerce extérieur nord-coréen a augmenté de 20 % à 37 % au cours de la période 2000-2004. Puis elle est passée à 42,8 % en 2003, 48,5 % en 2004, soit 1,39 milliard de dollars, 52,6 % en 2005, 56,7 % en 2006, 67,1 % en 2007, 73 % en 2008, et 78,5 % en 2009 soit 2,68 milliards de dollars. Soit un triplement en moins d'une décennie.
Cette forte croissance s'explique notamment par la hausse des exportations coréennes d'acier et de zinc, ainsi que de l'anthracite (variété de charbon) passée de 530 000 tonnes en 2003 à 1,18 million de tonnes en 2004. Ces hausses, combinées à une hausse des prix (+ 47 % pour l'anthracite) permettent au gouvernement nord-coréen de dégager de gros excédents financiers (34 millions de dollars sur l'anthracite en 2004, contre 1,08 en 2003).
Les principaux produits d'importation de la Chine étaient traditionnellement les céréales et le pétrole. Mais la croissance plus rapide des produits électroniques, des machines-outils et des produits intermédiaires a placé ces postes en tête des exportations chinoises vers la Corée du Nord. Selon Paik Hak-Sun, directeur de l'institut Séjong, 80 % des produits grand public offerts en Corée du Nord seraient d'origine chinoise.
En 2007, plusieurs associations estiment à 15 000 le nombre d'ouvriers (en majorité féminins) travaillant à l'étranger et reversant une partie de leur salaires à l'État.
En 2015, le commerce de la  Chine avec la Corée du Nord avoisine les cinq milliards de dollars.

#### La Corée du Sud
En forte progression dans le cadre de la mise en œuvre de la déclaration conjointe nord-sud de juin 2000, le commerce intracoréen a atteint 1,055 milliard d'euros en 2005 selon le ministère de l'unification sud-coréen, soit près du tiers des échanges commerciaux de la Corée du Nord. En 2009, il atteint 1,68 milliard de dollars, en baisse de 7,8 % par rapport à 2008.

#### La Thaïlande
En 2004, la Thaïlande est devenue le deuxième fournisseur de la Corée du Nord mais ne se situe plus dans les 5 premiers en 2009.
Les échanges commerciaux bilatéraux ont augmenté de 165 millions de dollars en 2002 à 265 millions de dollars en 2003, puis 332 millions de dollars en 2004 et 341 millions de dollars en 2005 (dont 207 millions de dollars d'importations nord-coréennes, et 134 millions de dollars d'exportations nord-coréennes).
Selon la même source, les principaux produits exportés par la Thaïlande sont le riz, le poisson, le pétrole, les produits chimiques et pharmaceutiques. La Corée du Nord exporte principalement vers la Thaïlande des engrais, des matériaux d'optique, du fer et de l'acier.
Deux compagnies nord-coréennes, implantées à Bangkok, sont spécialisées dans les échanges avec la Thaïlande : Kosun Import Export, créée en 1991, et Star Bravo (constituée en 1995 sous le nom Kotha Supply Import Export), aujourd'hui une filiale du groupe Daesong, lequel constitue la principale entreprise commerciale nord-coréenne.

#### La Russie
La Russie est le quatrième partenaire commercial de la Corée du Nord, après la Chine, la Corée du Sud et le Japon. Après un effondrement du volume des échanges à la fin des années 1980 et au début des années 1990, les échanges bilatéraux ont fortement augmenté depuis 2000, ayant atteint 200 millions de dollars en 2004 puis se sont de nouveau effondré depuis et situe à 61 millions de dollars en 2009.
La Corée du Nord est débitrice de la Russie depuis l'époque où l'URSS aidait financièrement le pays. Depuis quelques années, la Corée du Nord fournit à la Russie, en remboursement, des travailleurs nord-coréens.

#### Le Japon
Les échanges avec le Japon continuent de baisser, - 0,9 % en 2004, soit 210 millions $, le chiffre le plus bas depuis 1977. La part du Japon dans le commerce extérieur nord-coréen est passé de 19 % à 7 % au cours de la période 2000-2004.

#### Les États-Unis
Les échanges de biens et de services entre les États-Unis et la Corée du Nord sont très limités, du fait de restrictions commerciales imposées par les États-Unis.
Toutefois, de l'alcool de riz coréen traditionnel (le soju) produit en Corée du Nord doit être pour la première fois vendu sur les marchés américains en 2007.

## Investissements étrangers

### Les échanges intercoréens
Une agence sud-coréenne dédiée, la Korea Trade-Investment Promotion Agency (KOTRA, Agence pour l'investissement et le commerce en Corée), est chargée du commerce extérieur et des investissements. Elle coordonne également les actions de coopération économique intercoréennes.
Dans le sud du pays, le parc industriel de Kaesong, à 10 km de la frontière avec la Corée du Sud, accueille des entreprises sud-coréennes qui emploient 6 300 personnes. À terme en 2006, 300 entreprises sud-coréennes devraient employer 60 000 Nord-Coréens.

### Les investissements croisés avec la Chine
La Chine a établi la vaste zone autonome de Yanbian, longue de 522 km, le long de la frontière coréenne. Cent vingt-sept des entreprises installées là sont autorisées à commercer avec la Corée du Nord, et quarante d'entre elles y sont implantées, dans les zones économiques de Sonbong et Najin. Elles emploient 20 000 Nord-Coréens dans le textile ; d'autres secteurs sont aussi concernés par ces ouvertures d'usines (alimentation, tabac), d'autres entreprises chinoises enfin sont autorisées à ouvrir des coentreprises. Ainsi, la société Yanbian Chonji a investi 10 millions d'euros dans la mine de fer de Musan.
Le commerce se fait dans les deux sens, 46 entreprises nord-coréennes ont des bureaux commerciaux à Yanbian. Enfin, 337 sociétés sud-coréennes se sont aussi installées dans cette zone, afin de profiter du développement du commerce entre la Chine et la Corée du Nord.
La présence économique chinoise continue de s'accroître : en 2005, selon la KOTRA, 120 entreprises chinoises ont investi en Corée du Nord à hauteur de 110 millions d'euros. Inaugurée le 9 octobre 2005, la verrerie de Tae-an, construite notamment avec l'assistance de la Chine, symbolise la coopération économique entre les deux pays (voir l'article Korea Is One: Cérémonie d’inauguration de la Verrerie d’amitié de Taean). Il est également envisagé une exploitation conjointe avec la Chine d'un gisement de pétrole off-shore commun aux deux pays, découvert en 2005, et dont la capacité est évaluée à 800 millions de tonnes. Le 6 juin 2006, l'agence de presse chinoise Xinghua a annoncé la signature prochaine d'un accord pour une exploitation conjointe sino-nord-coréenne du pétrole en mer Jaune.
En mars 2005, la Chine et la Corée du Nord ont signé un accord de promotion et de protection des investissements.

### Les investissements américains en Corée du Nord
Dans un article de la revue "Forbes", Heidi Brown et Susan Kitchen ont mis en lumière les investissements américains en Corée du Nord.
Ces investissements se font grâce à la levée partielle des sanctions américaines contre la Corée du Nord, décidée par le président américain Bill Clinton en 2000 : seules restent interdites les transactions sur les technologies et marchandises pouvant être utilisées à des fins militaires (productions d'armes ou systèmes spatiaux), la définition d'une telle utilisation étant toutefois entendue de façon assez large par l'administration américaine.
Les Nord-Coréens ont par ailleurs proposé, en vain, aux entreprises américaines d'investir en Corée dans le secteur minier (magnésite et zinc), à la suite de l'accord bilatéral entre les deux pays de 1994 : les investissements extérieurs étaient estimés à 5-10 millions de dollars pour chacun des huit sites identifiés, pour un profit net annuel de 1 à 2 millions de dollars, dans des conditions qui auraient garanti l'absence d'utilisation à des fins militaires.
En revanche, des entrepreneurs individuels sont parvenus à s'implanter, comme le directeur général d'Aminex, Brian Hall, qui a décroché un contrat de prospection pétrolière couvrant un territoire de 66 000 km2 à l'automne 2005.

### Les investissements européens

#### Quelques exemples d'investissements européens
Selon un article de Heidi Brown et Susan Kitchen paru dans Forbes, plusieurs investisseurs européens sont présents de longue date en Corée du Nord :
- le banquier italien Carlo Baeli a financé la réouverture de six mines d'or en 1992 et conseille aujourd'hui le gouvernement nord-coréen pour le recyclage de pneumatiques ;
- Johnny Hon, britannique né à Hong-Kong, détient 70 % de la Koryo Credit Global Bank (contre 30 % pour la Corée du Nord) qui a ouvert en juin 2005 un hôtel touristique à Pyongyang ;
- le fonds britannique, Chosun Development and Investment Fund, créé et géré par Anglo-Sino Capital Partners, a fait part, en 2006, de son intention d'investir à hauteur de 50 millions de dollars en Corée du Nord (puis de porter ce montant à 100 millions de dollars), et plus particulièrement dans le secteur minier[88].

L'entreprise de transport DHL, dont le propriétaire est la Deutsche Post, a établi un bureau à Pyongyang depuis 1997.
S'agissant de la France, celle-ci est notamment présente dans la production en Corée du Nord de dessins animés. Le constructeur Renault-Samsung a investi en Corée du Nord pour la production de pièces détachées dans le secteur de l'automobile.